# Alfredo Zopfi
Alfredo Zopfi (Schwanden, 27 novembre 1864 – Volterra, 8 agosto 1924), del cantone di Glarona, è stato un poliedrico imprenditore della seconda metà dell'Ottocento, appartenente a quella comunità protestante di imprenditori di origine svizzera che seppero sfruttare le favorevoli condizioni del mercato del lavoro nell'Italia post-unitaria dando così impulso allo sviluppo dell'industria manifatturiera, in particolar modo in Lombardia.

## Famiglia

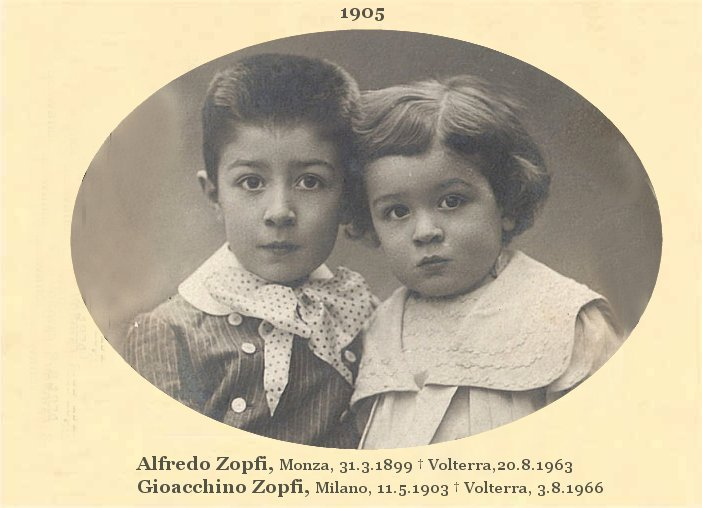
I fratellini Alfredo j. e Gioacchino Zopfi Milano 1905, foto Varischi Artico C. Corso Vitt. Emanuele, 22 Milano

Quella degli Zopfi si può affermare che fosse una dinastia di commercianti-imprenditori.
Alfredo Zopfi era l'unico figlio maschio sopravvissuto degli otto figli avuti dall'industriale svizzero Samuele Zopfi (1828†1888) in tre matrimoni. La madre di Alfredo era Elisabetta Menzi seconda moglie di Samuele Zopfi.
Il nonno paterno di Alfredo era un commerciante svizzero di tabacco Samuele Zopfi (3.1.1790†28.2.1833) marito di Anna Maria Tschudi (2.4.1795†15.7.1856).
Samuele Zopfi senior aveva cominciato commerciando tabacco ma gli Tschudi erano una famiglia di imprenditori tessili svizzeri di Schwanden nel cantone di Glarona.
Alfredo aveva tre anni quando giunse con la sua famiglia in Italia a Redona, in provincia di Bergamo, dove il padre Samuele junior impiantò un grande mulino per la macinazione meccanica dei cereali.
Il padre Samuele junior era fratello di Gioachino Zopfi che l'anno successivo (1868) impianterà a Ranica una grande industria per la filatura meccanizzata del cotone.
Alfredo Zopfi era sposato con Wilhelmine Hösli, italianizzato in Guglielmina Hoessly (6.10.1875†10.2.1967), di agiata famiglia svizzera di Ennenda, Glarona, residente a Brescia, da cui ebbe due figli: Alfredo Ettore Gaspare (31.3.1899†20.8.1963) nato a Monza e Gioacchino (11.5.1903†3.8.1966) nato a Milano. Gioacchino non ebbe discendenza.
Alfredo Zopfi morì nella villa della sua tenuta toscana di Spicchiaiola, Volterra sabato 8 agosto 1924, e fu sepolto nel Cimitero evangelico di Bergamo dove sussiste la sua tomba posta di fronte a quella del padre Samuele e della sorella Anna Maria in Trumpy.

## Attività

### Industriale
Alfredo Zopfi già all'età di 24 anni faceva parte del consiglio di amministrazione della Società Anonima Cotonificio Bergamasco fondata a Ponte Nossa in provincia di Bergamo il 25 febbraio 1889 dal cognato Giacomo Trumpy.
Nell'ultimo decennio del XIX secolo Alfredo Zopfi è anche titolare della omonima ditta Alfredo Zopfi & C. con officina meccanica e fonderia a Monza, via Marsala n. 9, e una succursale con deposito a Napoli, piazza Unità d'Italia 12-13.
Negli stessi anni lui o suo padre Samuele rilevarono il mulino Campestrini a Caionvico di Brescia che in precedenza era stato una fabbrica di cannoni fatta costruire nel 1807 per conto del Ministero della Difesa della Repubblica Cisalpina.
La premiata ditta di Alfredo Zopfi di Monza, con stabilimento in via Marsala n. 9 angolo via Agnesi, operava sia nel settore meccanico, costruendo e meccanizzando mulini, sia in quello edilizio producendo e commerciando laterizi che nel settore della refrigerazione.
Queste attività, che erano il naturale compendio dell'attività paterna, ebbero un notevole sviluppo attirando in Monza molta manodopera specializzata tanto che nel 1895 si rese necessario ampliare lo stabilimento e fu dato incarico ai capomastri Gaetano e Iginio Casanova di Monza di realizzare l'edificio in via Marsala n. 9, angolo via Agnesi, in Monza di cui tuttora si conservano importanti vestigia.
La ditta Alfredo Zopfi & C. operava su tutto il territorio nazionale e anche all'estero.

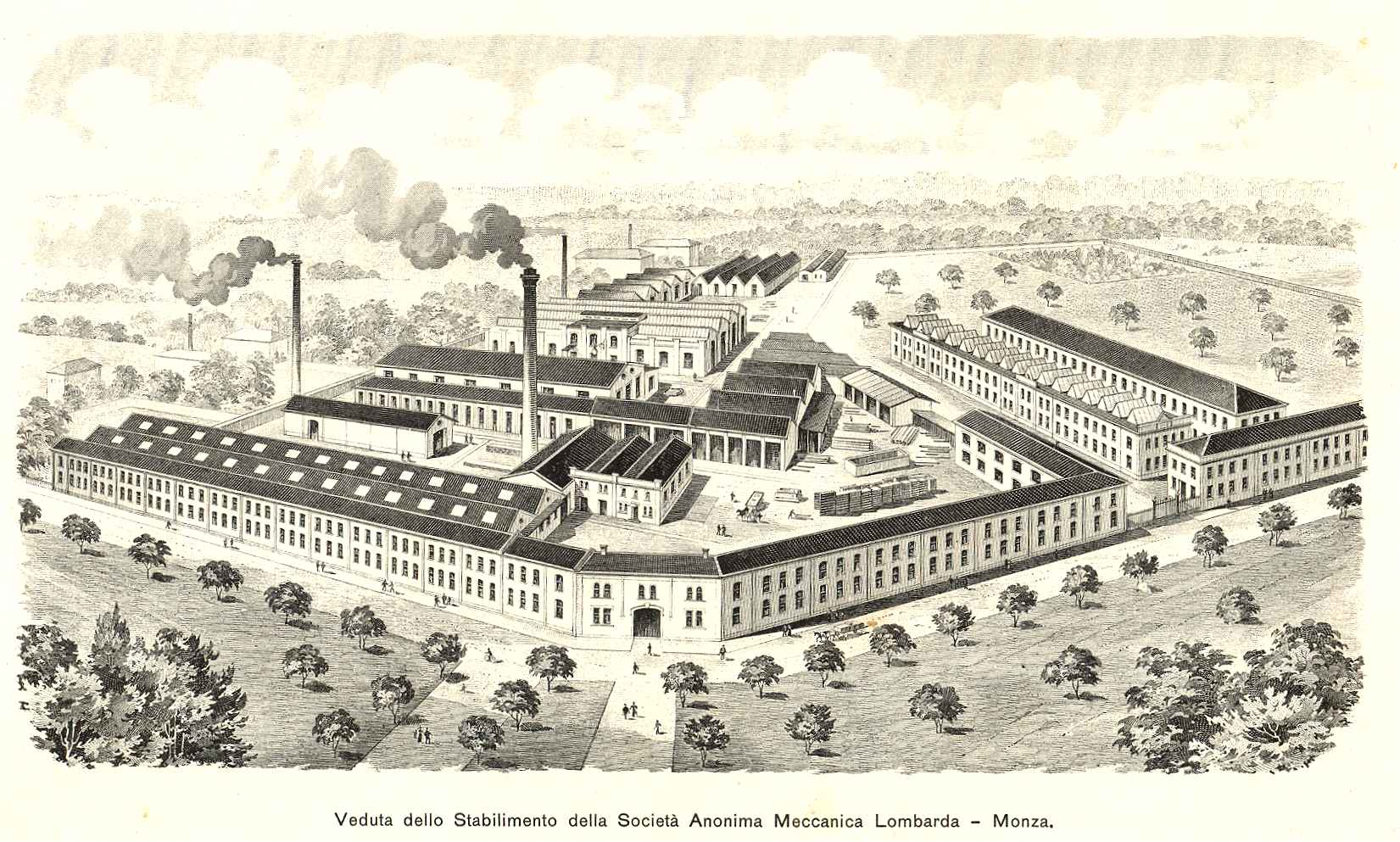
Lo stabilimento di Monza via Marsala, 9 costruito nel 1895

Nel 1901 Alfredo Zopfi, cede queste fiorenti attività alla Società Anonima Meccanica Lombarda, forse per avere più tempo da dedicare alla giovane moglie Guglielmina Hoessly che nel 1899 dà alla luce a Monza il primo dei due figli, Alfredo junior, evento a cui quasi certamente fa riferimento il biglietto autografo di felicitazioni inviato da Giacomo Puccini, o forse perché vuole cimentarsi in altri settori. Può darsi anche che la situazione politico-sociale sfociata nell'assassinio di Umberto I il 29 luglio 1900 a Monza abbia indotto Alfredo Zopfi a disinvestire dal settore industriale, culla delle prime turbolente associazioni operaie, per dedicarsi al commercio, settore più tranquillo sotto questo aspetto anche se dovette avere buoni rapporti con le sue maestranze se ancora nel 1909, otto anni dopo la cessione della sua attività industriale, risultava socio benemerito della Società Mutua Operai Meccanici di Monza come dimostra il diploma assegnatogli nel venticinquesimo anniversario della sua fondazione (1884-1909). Certamente l'industria meccanica da lui creata aveva assunto all'inizio del Novecento, rilevanza strategica nella politica nazionalista di espansione coloniale che mal si conciliava con la nazionalità straniera del titolare e la sua appartenenza alla Chiesa Protestante.

#### Esposizioni e premi
- 1887 Esposizione Universale di Milano - diploma del merito
- 1888 Esposizione Universale di Barcellona - medaglia d'oro
- 1889 Esposizione Generale Nazionale di Parigi - medaglia d'argento
- 1890 Esposizione Molinaria di Valparaíso (America) - primo premio con 25000 L.
- 1891-92 - Esposizione Nazionale di Palermo - diploma d'onore
- 1897 Ministero d'Agricoltura, Industria e Commercio - medaglia d'argento al merito
- 1898 Esposizione Generale Italiana in Torino - gran diploma d'onore[15]

#### Rappresentanti esteri
- per Francia e Algeria: Pouget Fils & C. - Saint Luis, Marsiglia
- per Argentina e America: G. Cavezzali y Micheli - Buenos Aires[16]

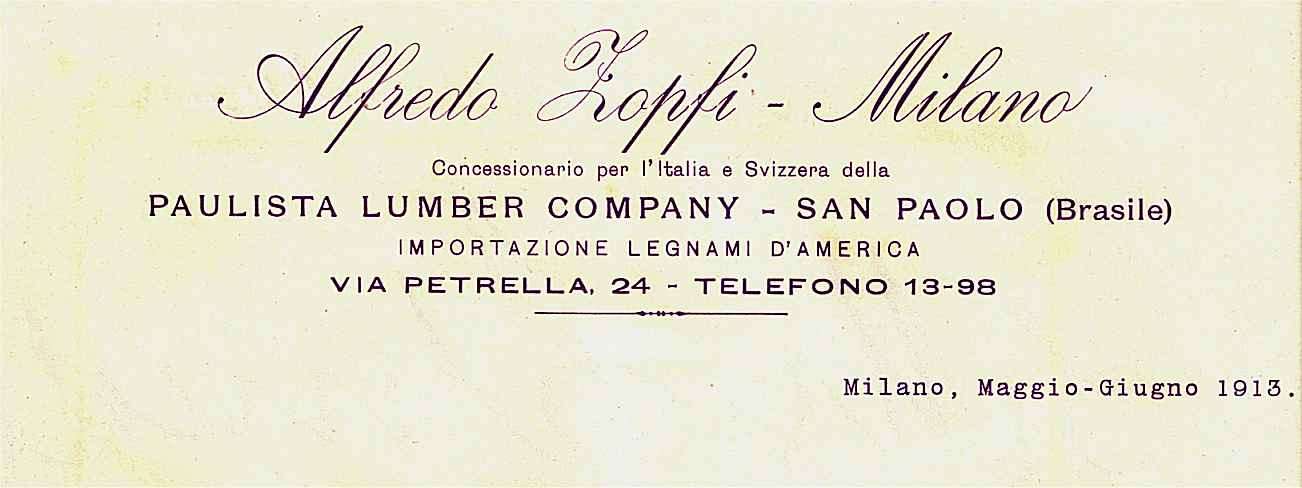
Alfredo Zopfi Milano concessionario 1913

### Commerciante
Agli inizi del Novecento commerciava locomotive a carbone di fabbricazione svizzera, d. Fin dal 1902 si era trasferito a Milano, in via Petrella 24, con la sua famiglia.
Nel 1905 era referente/concessionario per tutta l'Italia e l'Istria della "Rieter & Koller", una grande impresa di Costanza costruttrice di macchinari per la produzione di laterizi.
In quel periodo acquista anche una fornace, per la produzione di laterizi, a Gorizia, dove probabilmente lo seguì la sua famigliola che nel 1903 si era accresciuta con la nascita a Milano del secondogenito Gioacchino.
Tra il 1908 e il 1918 commercia su vasta scala con il Brasile in legname per usi civili, probabilmente in parallelo con il commercio dei laterizi essendo entrambi materiali da costruzione.

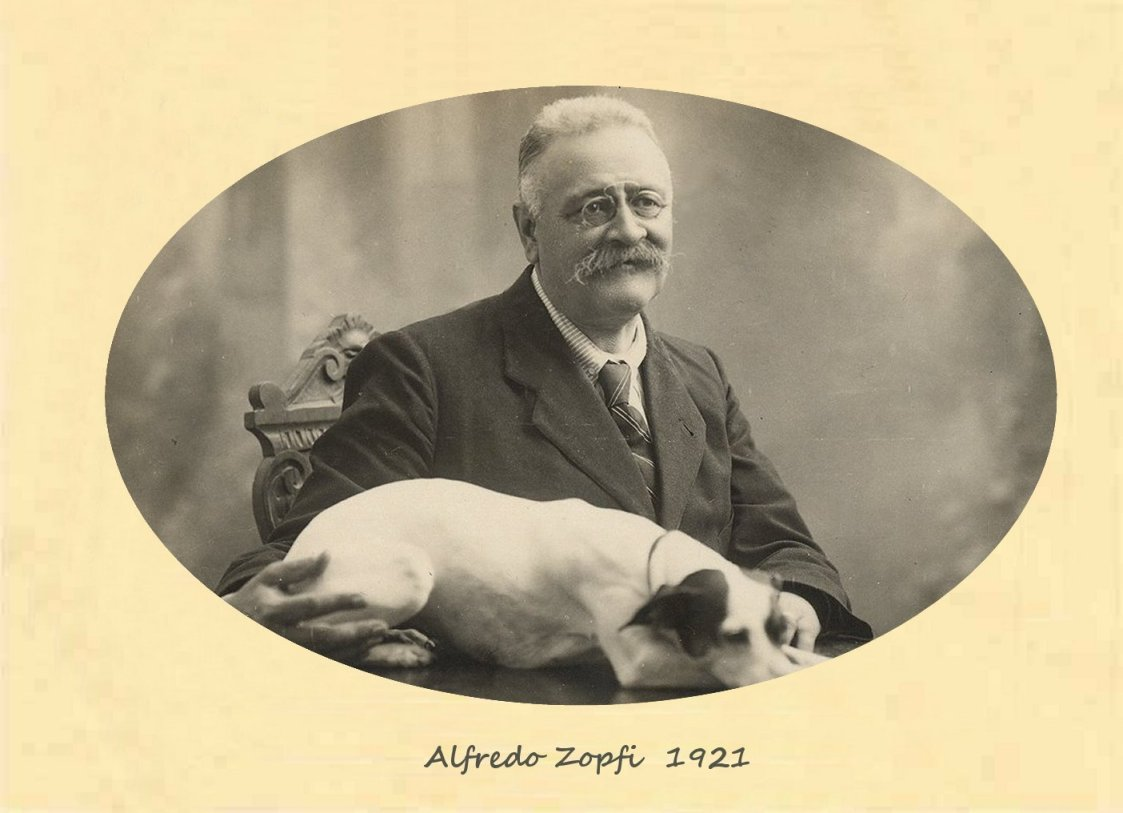
Alfredo Zopfi Volterra 1921

### Latifondista
Nel 1919 si converte in imprenditore agricolo acquistando per una notevole cifra la Tenuta agricola Sant'Anastasio in Volterra in provincia di Pisa, un esteso latifondo di 892 ettari comprendente l'antico borgo Sant'Anastasio. Ma le sue radici restavano nel nord Italia come testimonia il fatto che mantenne l'iscrizione al partito Liberale Italiano presso la sezione di Genova. A Savona infatti, oltre che a Milano, ebbe una residenza in via Leopoldo Ponzone 1–5 (quartiere Villetta) dal 1910 al 1918.
Non è chiaro il motivo di questa sua riconversione forse dovuta a motivi di salute o a motivazioni economiche. Comunque ebbe l'accortezza di investire il capitale mettendolo al riparo dalle speculazioni in borsa a cui si dedicava oltre a soddisfare la sua passione per il casinò.
A Volterra, in Toscana, si trasferirà definitivamente solo nel 1921 e vi morirà l'8 agosto 1924, lo stesso anno della morte di Giacomo Puccini con cui intrattenne rapporti cordiali come testimonia il biglietto di felicitazioni inviatogli dal grande compositore di musica lirica in occasione della nascita del primogenito nel 1899. Vorrà essere sepolto a Bergamo nel cimitero evangelico di quella città a cui i membri della sua famiglia si sentivano particolarmente legati da quando emigrarono in Italia. A Volterra vivono tuttora i suoi discendenti.

## Antenati
|                                                            |   |                                  | Genitori                          |  |  | Nonni |  |  | Bisnonni                 |  |  | Trisnonni                 |  |
|                                                            |   |                                  |                                   |  |  |       |  |  | Davide Zopfi (1767-1835) |  |  | Samuele Zopfi (1737-1822) |  |
|                                                            |   |                                  |                                   |  |  |       |  |  | Davide Zopfi (1767-1835) |  |  | Samuele Zopfi (1737-1822) |  |
|                                                            |   | Anna Maria Hefti (1746-1803      |                                   |  |  |       |  |  | Davide Zopfi (1767-1835) |  |  |                           |  |
| Samuele Zopfi (1790-1833)                                  |   |                                  |                                   |  |  |       |  |  | Davide Zopfi (1767-1835) |  |  |                           |  |
|                                                            |   | Anna Luchsinger (1771-1828)      | Ludwig Luchsinger                 |  |  |       |  |  |                          |  |  |                           |  |
|                                                            |   | Anna Luchsinger (1771-1828)      | Ludwig Luchsinger                 |  |  |       |  |  |                          |  |  |                           |  |
|                                                            |   | Anna Luchsinger (1771-1828)      | Katharina Blumer                  |  |  |       |  |  |                          |  |  |                           |  |
| Samuele Zopfi (1828-1888)                                  |   | Anna Luchsinger (1771-1828)      |                                   |  |  |       |  |  |                          |  |  |                           |  |
|                                                            |   | Joachim Tschudi (1768-1806)      | Johann Kaspar Tschudi (1734-1793) |  |  |       |  |  |                          |  |  |                           |  |
|                                                            |   | Joachim Tschudi (1768-1806)      | Johann Kaspar Tschudi (1734-1793) |  |  |       |  |  |                          |  |  |                           |  |
|                                                            |   | Joachim Tschudi (1768-1806)      | Anna Maria Legler (1741-1789)     |  |  |       |  |  |                          |  |  |                           |  |
| Anna Maria Tschudi (1795-1856)                             |   | Joachim Tschudi (1768-1806)      |                                   |  |  |       |  |  |                          |  |  |                           |  |
|                                                            |   | Anna Katharina Warth (1772-1844) | Johann Conrad Warth (1726-1787)   |  |  |       |  |  |                          |  |  |                           |  |
|                                                            |   | Anna Katharina Warth (1772-1844) | Johann Conrad Warth (1726-1787)   |  |  |       |  |  |                          |  |  |                           |  |
|                                                            |   | Anna Katharina Warth (1772-1844) | Verena Durst (1744-1811)          |  |  |       |  |  |                          |  |  |                           |  |
| Alfredo Zopfi (1864-1924)                                  |   | Anna Katharina Warth (1772-1844) |                                   |  |  |       |  |  |                          |  |  |                           |  |
|                                                            | … | …                                |                                   |  |  |       |  |  |                          |  |  |                           |  |
|                                                            | … | …                                |                                   |  |  |       |  |  |                          |  |  |                           |  |
|                                                            | … | …                                |                                   |  |  |       |  |  |                          |  |  |                           |  |
| Johann Melchior Menzi (1812-....)                          | … |                                  |                                   |  |  |       |  |  |                          |  |  |                           |  |
|                                                            |   | …                                | …                                 |  |  |       |  |  |                          |  |  |                           |  |
|                                                            |   | …                                | …                                 |  |  |       |  |  |                          |  |  |                           |  |
|                                                            |   | …                                | …                                 |  |  |       |  |  |                          |  |  |                           |  |
| Elisabetta Menzi (1839-1875) 2a delle tre mogli di Samuele |   | …                                |                                   |  |  |       |  |  |                          |  |  |                           |  |
|                                                            |   | Johann Melchior Schneeli         | …                                 |  |  |       |  |  |                          |  |  |                           |  |
|                                                            |   | Johann Melchior Schneeli         | …                                 |  |  |       |  |  |                          |  |  |                           |  |
|                                                            |   | Johann Melchior Schneeli         | …                                 |  |  |       |  |  |                          |  |  |                           |  |
| Elsbeth Schneeli (1816-1853)                               |   | Johann Melchior Schneeli         |                                   |  |  |       |  |  |                          |  |  |                           |  |
|                                                            |   | Salomè Menzi (1781-1849)         | Andreas Menzi                     |  |  |       |  |  |                          |  |  |                           |  |
|                                                            |   | Salomè Menzi (1781-1849)         | Andreas Menzi                     |  |  |       |  |  |                          |  |  |                           |  |
|                                                            |   | Salomè Menzi (1781-1849)         | Barbara Schrepfer                 |  |  |       |  |  |                          |  |  |                           |  |
|                                                            |   | Salomè Menzi (1781-1849)         |                                   |  |  |       |  |  |                          |  |  |                           |  |